# Jaime Rest
Jaime Rest (2 de julio de 1927 - 8 de noviembre de 1979) fue un traductor, escritor, profesor y crítico literario argentino.
Desde el año 2001 su fondo documental se encuentra disponible para la consulta en la Biblioteca Max von Buch de la Universidad de San Andrés.

## Biografía
Estudió en la Facultad de Filosofía y Letras de la Universidad de Buenos Aires (UBA). Allí obtuvo el título de licenciado en Letras en 1953, con la especialización en Literatura de Europa Septentrional. Se recibió con una tesis sobre Virginia Woolf denominada Los ensayos de Virginia Woolf, inédita.
Ocupó varios cargos como docente en la Universidad de Buenos Aires. Compartió cátedra con Jorge Luis Borges, desde 1956 hasta 1963. En la Universidad Nacional del Sur, en Bahía Blanca fue profesor titular de la Cátedra de Literatura Europea Medieval y Literatura Europea Moderna. Realizó diversos trabajos de investigación y crítica literaria, muchos de los cuales fueron publicados en revistas literarias como Sur, Fausto, Marcha, entre otras. Dictó varias conferencias en distintas universidades y en Radio Nacional. Trabajó como traductor y escritor para el Centro Editor de América Latina y para Editorial Fausto. Fue fundamentalmente un estudioso de los géneros literarios, de la lengua inglesa y de la literatura inglesa, además de ser uno de los principales críticos literarios de la obra de Borges.

## Obra

### Miscélaneas
- Tesis sobre Virginia Woolf. Los ensayos de Virginia Woolf. Facultad de Filosofía y Letras, Universidad de Buenos Aires.
- Homenaje a Ezequiel Martínez Estrada. Varios autores. Universidad Nacional del Sur, Bahía Blanca. (1965).
- Mundos de la imaginación. Monte Ávila, Caracas. (1978).

### Obras sobre movimientos y crítica literaria
- La crítica literaria contemporánea. Antología (II). Con textos de Ana María Barrenechea, Noé Jitrik, Jaime Rest y otros. Colección: Centro Editor de América Latina. Capítulo. La historia de la literatura argentina / Biblioteca argentina fundamental (2a edición). Buenos Aires.
- La crítica literaria contemporánea. Antología (II). Con textos de Ana María Barrenechea, Noé Jitrik, Jaime Rest y otros. Colección: Centro Editor de América Latina. Capítulo. La historia de la literatura argentina / Biblioteca argentina fundamental (2a edición). Buenos Aires.
- El ensayo argentino. Centro Editor de América Latina. Colección: Capítulo. La historia de la literatura argentina / Biblioteca argentina fundamental (2a edición). Buenos Aires.
- Borges y la crítica. Antología. Con textos de Ana María Barrenechea, Jaime Rest, John Updike y otros. Centro Editor de América Latina. Colección: Capítulo. La historia de la literatura argentina / Biblioteca argentina fundamental (2a edición). Buenos Aires.
- Novela, cuento y teatro: apogeo y crisis. (1971)
- El romanticismo inglés. Centro Editor de América Latina. Colección: Capítulo universal. La historia de la literatura mundial / Biblioteca básica universal. Buenos Aires.
- El renacimiento inglés. Centro Editor de América Latina. Colección: Capítulo universal. La historia de la literatura mundial / Biblioteca básica universal. Buenos Aires.
- La literatura de la Reforma. Centro Editor de América Latina. Colección: Capítulo universal. La historia de la literatura mundial / Biblioteca básica universal. Buenos Aires.
- El nuevo realismo crítico: España e Inglaterra. Centro Editor de América Latina, Buenos Aires.
- La nueva novela: tradición y renovación. Centro Editor de América Latina, Buenos Aires.
- Las corrientes de la crítica anglosajona. Centro Editor de América Latina, Buenos Aires.
- Conceptos fundamentales de la literatura moderna. Centro Editor de América Latina, Buenos Aires. 1979, reeditado en 1991.
- Literatura y cultura de masas. (1966)
- Tres autores prohibidos y otros ensayos. Galerna, Buenos Aires. 1968.
- Nueva clave de la filosofía: un estudio acerca del simbolismo de la razón, del rito y del arte. Autores varios. Sur. 1958.

### Obras sobre narrativa
- La novela tradicional. Centro Editor de América Latina, Buenos Aires.
- Orígenes y desarrollo de la novela. Centro Editor de América Latina. Colección: Capítulo universal. La historia de la literatura mundial / Biblioteca básica universal. Buenos Aires.
- El apogeo de la novela. Centro Editor de América Latina. Colección: Capítulo universal. La historia de la literatura mundial / Biblioteca básica universal. Buenos Aires.
- El cuento: de los orígenes a la actualidad. Centro Editor de América Latina. Colección: Capítulo universal. La historia de la literatura mundial / Biblioteca básica universal. Buenos Aires.
- Henry James y el cosmopolitismo norteamericano. Centro Editor de América Latina. Colección: Capítulo universal. La historia de la literatura mundial / Biblioteca básica universal. Buenos Aires.
- Antiguas literaturas germánicas. Centro Editor de América Latina, Buenos Aires.
- Boccaccio y el apogeo del cuento. Centro Editor de América Latina, Buenos Aires.
- El desarrollo del cuento. Centro Editor de América Latina, Buenos Aires.
- El apogeo de la narrativa norteamericana. Centro Editor de América Latina, Buenos Aires.
- La narrativa norteamericana actual. Centro Editor de América Latina, Buenos Aires.
- El cuarto en el recoveco. Centro Editor de América Latina, Buenos Aires.
- Cuatro hipótesis de la Argentina. (1961)
- El laberinto del universo. Borges y el pensamiento nominalista. Fausto, Buenos Aires. (1976).

### Obras sobre poesía
- La poesía: de los griegos a la actualidad. Centro Editor de América Latina. Colección: Capítulo universal. La historia de la literatura mundial / Biblioteca básica universal. Buenos Aires.
- Cartomancia y poesía. Homenaje al 150 aniversario de la Revolución de Mayo, Bahía Blanca. (1960).

### Obras sobre teatro
- El teatro moderno. Centro Editor de América Latina, Buenos Aires.
- El teatro: de los orígenes a la actualidad. Centro Editor de América Latina. Colección: Capítulo universal. La historia de la literatura mundial / Biblioteca básica universal. Buenos Aires.
- Shakespeare y el teatro isabelino. Centro Editor de América Latina. Colección: Capítulo universal. La historia de la literatura mundial / Biblioteca básica universal. Buenos Aires.
- Bernard Shaw y el teatro de fin de siglo. Centro Editor de América Latina. Colección: Capítulo universal. La historia de la literatura mundial / Biblioteca básica universal. Buenos Aires.
- El teatro inglés. Centro Editor de América Latina. Colección: Enciclopedia de teatro. Buenos Aires. 1969.
- El nuevo teatro inglés y norteamericano. Centro Editor de América Latina, Buenos Aires.
- Wesker y su trilogía dramática. Teatro del Buen Aire, Buenos Aires. (1965).

### Antologías y traducciones
- Antología del cuento universal – Juan Manuel, Giovanni Boccaccio, Edgar Allan Poe, Guy de Maupassant, Anton Chéjov. Centro Editor de América Latina, Buenos Aires.
- La casa encantada, de Virginia Woolf, traducción de Jaime Rest, en: Antología del cuento tradicional y moderno – Antón Chéjov, Elizabeth Bowen, Ernest Hemingway, Franz Kafka, Guy de Maupassant, Nathaniel Hawthorne, O’Henry, Virginia Woolf. Centro Editor de América Latina, Colección: Biblioteca Básica Universal. Buenos Aires. (1978).
- Los románticos ingleses – Samuel Taylor Coleridge, George Byron, William Blake, William Wordsworth, Percy Séller, John Keats, Thomas De Quincey, William Hazlitt, William Corbett. Centro Editor de América Latina, Buenos Aires.
- Poesía y prosa – John Milton. Selección: Jaime Rest. Traducción: José Carner. Centro Editor de América Latina, Buenos Aires.
- Poesía medieval inglesa (selección) – Selección, versión y comentarios: Jaime Rest. Centro Editor de América Latina, Buenos Aires.
- El decamerón (selección) – Giovanni Boccaccio. Selección: Jaime Rest. Centro Editor de América Latina, Buenos Aires.
- El pozo y el péndulo – Edgar Allan Poe. Dibujos: Alberto Cedrón. Traducción: Rodolfo Walsh. Notas bibliográficas y comentarios críticos: Jaime Rest.
- Poe ilustrado por Cedrón. – Preparación y redacción de las notas: Jaime Rest. Centro Editor de América Latina, Buenos Aires.
- El cuento fantástico y de horror – Franz Kafka, Alexander Pushkin, Robert Louis Stevenson, Edgar Allan Poe, Auguste Villers de L’Isle-Adam, Henry James, *Montague, Rodees James, Giovanni Papini y otros. Selección y notas: Jaime Rest. Centro Editor de América Latina, Buenos Aires.
- La figura en el tapiz y otros cuentos – Henry James. Estudio preliminar: Julio Pérez Millán. Traducción: Eduardo Masullo y Jaime Rest. Centro Editor de América Latina, Buenos Aires.
- Vathek, de William Beckford. Estudio preliminar: Jaime Rest. Edición comentada con textos de Jorge Luis Borges, Samuel Henley, Stéphane Mallarmé y Carlos Gardini. Traducción: Carlos Gardini. Centro Editor de América Latina, Buenos Aires. 1981.
- Poesía medieval inglesa – Estudio preliminar: Jaime Rest y Virginia Erhart. Centro Editor de América Latina, Buenos Aires.
- Moby Dick o la Ballena Blanca, de Herman Melville. Prólogo de Jaime Rest. Traducción: Enrique Pezzoni. Sudamericana. Serie Obras maestras. Buenos Aires. (1970).
- El juicio del siglo, de Joaquín V. González. Centro Editor de América Latina. Colección: Capítulo biblioteca argentina fundamental. Buenos Aires. (1979).
- Relatos, de Nathaniel Hawthorne y Herman Melville. Versión española: Eduardo Masullo. Notas: Jaime Rest. Centro Editor de América Latina. Colección: Biblioteca básica universal. Buenos Aires. (1978).
- El poseso: Retrato de Edgar Allan Poe, de Philip Lindsay.[3] Traductor: Jaime Rest. Buenos Aires, Sur. (1956).
- Aguafuertes norteamericanas, de O'Henry. Traductor: Jaime Rest. Buenos Aires, Fausto. (1976).
- La tierra purpúrea. Allá lejos y hace tiempo, de Guillermo Enrique Hudson. Prólogo y cronología: Jean Franco. Traductores: Idea Vilariño y Jaime Rest. Caracas, Biblioteca Ayacucho, 1980.[4]
- La vida privada y otros relatos, de Henry James. Traductor: Jaime Rest. Fausto, Buenos Aires. 1975.
- El enigma de las runas y otros cuentos de fantasmas, de Montague Rodhes James. Traductor: Jaime Rest. Fausto, Buenos Aires. 1977.
- El nuevo Decamerón, de Jan Potocki. Traducción: Rodrigo Escudero. Introducción: Jaime Rest. Fausto, Buenos Aires. 1977.

### Ensayos publicados en revistas
- "Nota sobre la poesía de T.S. Eliot". Revista Centro, del Centro de Estudiantes de la Facultad de Filosofía y Letras, UBA. Año 2, N.º 2, pp. 46-51. 1952.
- "La poesía de T.S. Eliot: formación". Revista Centro, del Centro de Estudiantes de la Facultad de Filosofía y Letras, UBA. Año 2, N.º 3, pp. 1-8. 1952.
- "George Santayana". Revista Centro, del Centro de Estudiantes de la Facultad de Filosofía y Letras, UBA. Año 3, Nro. 5, pp. 57. 1953.
- La poesía de T. S. Eliot: The Waste Land". Revista Centro, del Centro de Estudiantes de la Facultad de Filosofía y Letras, UBA. Año 5, Nro. 9, 11-29. 1955.
- "Retrato del moralista como cínico". Los Libros, Nro. 8. Buenos Aires, mayo de 1970.
- "Satanás, sus obras y sus pompas". Los Libros, Nro. 14. Buenos Aires, diciembre de 1970.
- "Las agonías del romanticismo". Los Libros, Nro. 17. Buenos Aires, marzo de 1971.
- "Diagnóstico de la novela policial". Crisis, XV, Buenos Aires: 30-39. 1974.
- "Jules Feiffer: un Aristófanes de la sociedad de consumo", Revista Punto de Vista, Año II, Nro. 7. Buenos Aires, noviembre: 28-29.
- "Ángel Rama: La generación crítica 1939-1969". Hispamérica: revista de literatura; año II, número 4/5, 1973, Montevideo, Arca, 1972.
- "Borges y el espacio literario". Hispamérica: revista de literatura; año IV, número 11-12, diciembre de 1975.

Reeditado en 1997 en el libro de Saúl Sosnowski. Lectura crítica de la literatura americana. Vanguardias y tomas de posesión (Google Books). Buenos Aires. Biblioteca Ayacucho, 1997.
- "Borges y el "pensamiento sistemático". Hispamérica: revista de literatura; año I, número 3, mayo de 1973.
- "Borges y el universo de los símbolos". Hispamérica: revista de literatura; Año III, número 7, julio de 1974.

### Póstumas
- III: época contemporánea. Colección: Historia y crítica de la literatura hispanoamericana. Autores varios. Editorial Crítica, Barcelona. 1988.
- Arte, literatura y cultura popular. Compilación: Víctor Pesce. Editorial Norma, 2006. ISBN 958-04-8985-8.
- Ensayos sobre cultura y literatura nacional. Compilación: Maximiliano Crespi. 17grises Editora, 2010. ISBN 978-987-1724-03-1.